# Léré (Frankrijk)
Léré is een gemeente in het Franse departement Cher (regio Centre-Val de Loire). De plaats maakt deel uit van het arrondissement Bourges. Léré telde op 1 januari 2022 1.095 inwoners.

## Geografie
De oppervlakte van Léré bedroeg op 1 januari 2022 15,98 vierkante kilometer; de bevolkingsdichtheid was toen 68,5 inwoners per km².
De onderstaande kaart toont de ligging van Léré met de belangrijkste infrastructuur en aangrenzende gemeenten.

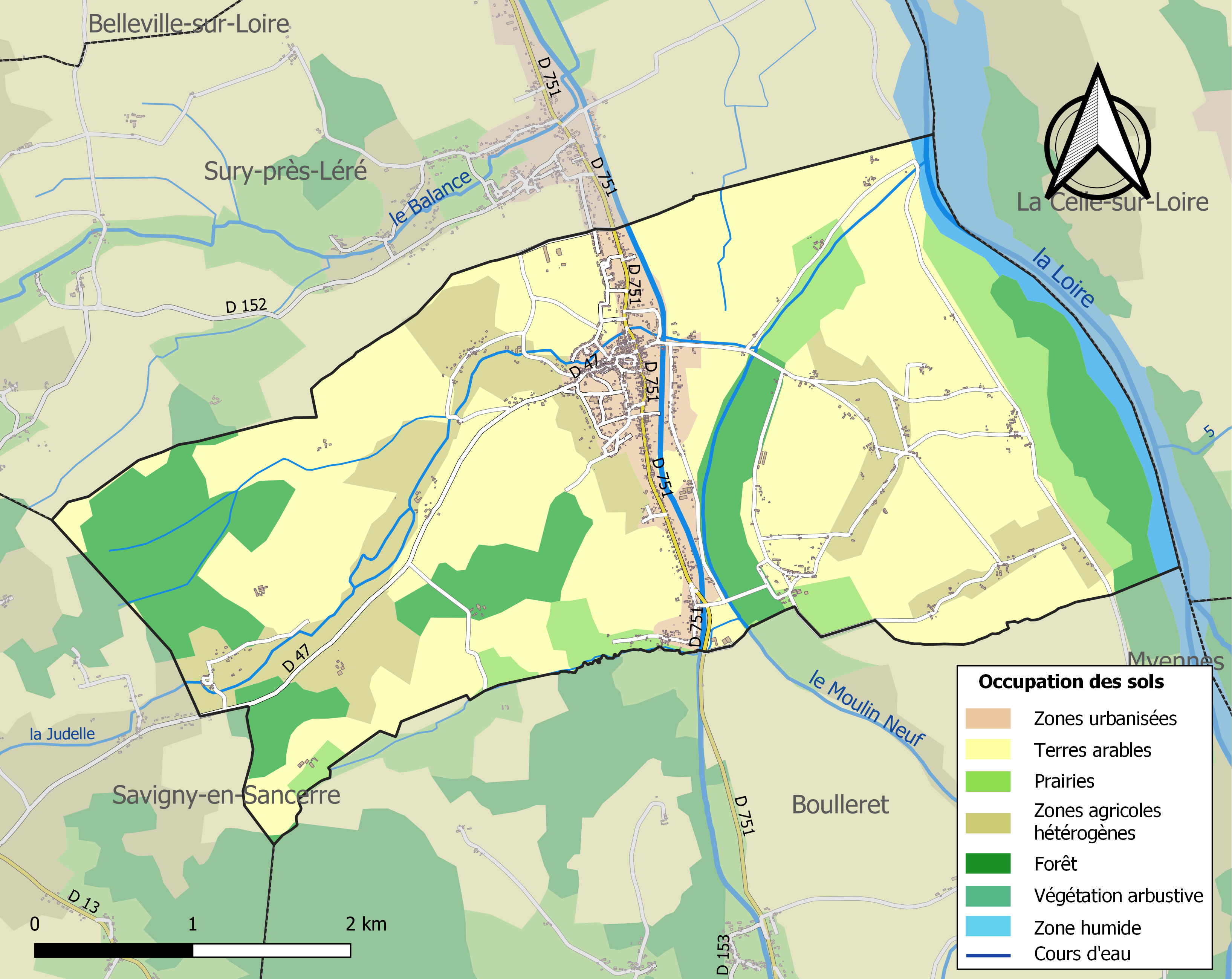

## Demografie
Onderstaande figuur toont het verloop van het inwonertal (bron: INSEE-tellingen).